# Карсон, Алисса
Алисса Карсон (англ. Alyssa Carson; род. 10 марта 2001, Хаммонд, Луизиана, США) — американская медийная личность и энтузиаст космоса, известная своей амбициозностью с юных лет стать первым человеком на Марсе. Она посетила множество космических лагерей и посетила каждый центр НАСА. Карсон использует социальный медиа-бренд NASABlueberry, но НАСА публично заявило, что Алисса не связана с агентством или какой-либо космической программой.

## Детство и интерес к космосу
Карсон родилась 10 марта 2001 года в Хаммонде, штат Луизиана. Она говорит на английском, французском, испанском и китайском языках.
Алисса посетила свой первый космический лагерь в Хантсвилле, штат Алабама, в возрасте семи лет и затем посетила ещё шесть центров. Она остаётся единственным человеком, который посетил все космические лагеря НАСА, включая лагеря в Турции и Канаде. Псевдоним Blueberry, который является позывным, было выбрано в космическом лагере.
В 15 лет Карсон стала самым молодым человеком, отобранным для участия в Advanced PoSSUM (Проект полярной суборбитальной науки в верхней мезосфере) Space Academy, гражданской научной программе по астронавтике, разработанной Международным институтом астронавтических наук для старшеклассников и студентов колледжей в Университете аэронавтики Эмбри-Риддла.
В 18 лет Алисса получила лицензию пилота. Её обучение также включало выживание в воде, обучение перегрузкам, полёты в условиях микрогравитации, получение сертификата подводного плавания и обучение декомпрессии. Она сказала Teen Vogue, что всегда думала, что «станет астронавтом, полетит на Марс, вернётся, а затем станет учителем или президентом».

## Образование
В 2022 году Карсон получила премию Student Catalyst Award от Флоридского технологического института, которая подчёркивает участие и развитие женщин в сообществе школы. Во время учёбы в бакалавриате Алисса была членом женского общества Гамма Фи Бета.
Карсон является кандидатом на степень доктора философии в Университете Арканзаса на биологическом факультете под руководством Тимоти Крала. Она преподаёт в бакалавриате в микробиологической лаборатории.

## СМИ и общественная деятельность
В 2013 году Карсон стала первым человеком, завершившим «Программу паспорта НАСА», посетив каждый из 14 центров посетителей НАСА в девяти штатах. Затем её пригласили стать участником 10 панели MER (Mars Exploration Rover) в Смитсоновском национальном музее авиации и космонавтики в Вашингтоне, округ Колумбия. Алисса была представлена BBC, когда ей было 13 лет, за желание стать первым человеком на Марсе. Она была представлена как самая молодая женщина-первопроходец на ток-шоу Стива Харви. Карсон была представлена в документальном фильме 2017 года «Поколение Марса».
В 2019 году Алисса появилась в эпизоде Ryan's Mystery Playdate. Она также часто даёт интервью, чтобы обсудить её детскую мечту стать астронавтом и отправиться на Марс. Карсон участвовала в создании нескольких продуктов, связанных с космосом, включая «космический багаж», разработанный Horizn Studios, и участвовала в тестировании скафандра Final Frontier Design для штаб-квартиры Канадского космического агентства. Она продвигает обувь для Nike и бытовую технику для SodaStream. Алисса является партнером брендов Louis Vuitton, Bulgari и Alpha Industries.
Карсон самостоятельно опубликовала So, You Want to Be an Astronaut в 2018 году и Ready for Liftoff: Becoming an Astronaut of the Mars Generation в 2022 году. Она писала для The Independent.

### Дезинформация о НАСА и «астронавтах на подготовке»
Хотя СМИ часто описывают Алиссу как «стажёра-астронавта», она не связана ни с одной национальной космической программой. НАСА публично заявило, что организация «не имеет официальных связей с Алиссой Карсон». Snopes также посвятил страницу разъяснению таких утверждений, на которой говорится: «Карсон не проходит подготовку астронавтов НАСА и не готовится принять участие в первой миссии человека на Марс».

## Награды
В 2019 году Карсон получила премию Esprit de Femme от Женского центра Университета штата Луизиана и стала самым молодым обладателем этой награды. Журнал Louisiana Life назвал её Луизианцем 2020 года в категории «Наука».